# 廖华歌
廖华歌（1958年—），河南西峡人，汉族，中华人民共和国政治人物、第十二届全国人民代表大会河南地区代表。

## 生平
毕业于华中师大汉语言文学专业。2013年，担任全国人大代表。2018年2月24日，当选为第十三届全国人大代表。